# آرثر بيرجكويست
آرثر بيرجكويست (بالسويدية: Arthur Bergqvist)‏ (18 يونيو 1930 - 1993) هو لاعب كرة قدم سويدي في مركز الدفاع. لعب مع نادي مالمو.

## وصلات خارجية
- آرثر بيرجكويست على موقع قاعدة بيانات كرة القدم.إي يو (الإنجليزية)